# Elements Part 1
Elements Part 1 är det finska power metal-bandet Stratovarius nionde studioalbum, utgivet i januari 2003 på Nuclear Blast Records, och i Japan på Victor. Senare samma år släpptes Elements Part 2.
Singeln "Eaglehart", till vilken en video spelades in, föregick albumsläppet.
Elements Part 1 nådde en andraplats på den finska topplistan.

## Låtlista
1. "Eagleheart" – 3:50
2. "Soul of a Vagabond" – 7:22
3. "Find Your Own Voice" – 5:13
4. "Fantasia" – 9:56
5. "Learning to Fly" – 6:22
6. "Papillon" – 7:01
7. "Stratofortress" – (instrumental) 3:26
8. "Elements" – 12:01
9. "A Drop in the Ocean" – 6:50

Bonusspår på japanska utgåvan
1. "Into Deep Blue" – 5:40

## Medverkande
Musiker
- Timo Kotipelto – sång
- Timo Tolkki – gitarr
- Jari Kainulainen – basgitarr
- Jens Johansson – keyboard
- Jörg Michael – trummor

Bidragande musiker
- Marco Hietala – bakgrundssång
- Jonas Ranas Rannila – barnröst
- Veijo Laine – dragspel
- Mungo Vallonen – slagverk
- Riku Niemi – slagverk

Produktion
- Timo Tolkki – producent, inspelningstekniker
- Juha Heininen – inspelningstekniker (kör)
- Petri Pyykkönen – inspelningstekniker (orkester)
- Hilkka Kangasniemi – körmästare
- Juha Ikonen – körledare
- Mikko Karmila – inspelningstekniker, mixning
- Mika Jussila – mastering
- Sander Sebeling – layout
- Derek Riggs – omslagskonst
- Marc Villalonga – foto